# Тони Монтано
Велибор Бора Миљковић (Београд, 1962 — Београд, 22. мај 2024), познатији као Тони Монтано, био je српски рок музичар.

## Каријера

### Радост Европе
Миљковић је започео каријеру као певач у панк рок бенду Радост Европе, који је формиран 1979. године. Кроз бенд је прошао велики број музичара, укључујући Димета Тодоровa који је касније био члан Партибрејкерса и Слободана Локу Нешовића који је каснио био члан бенда Урбана герила. Бенд је имао пробе и углавном наступао у београдском Студентском културном центру, а углавном су изводили песме панк рок групе Рамонс, али и своје. Бенд је престао са радом 1985. године, а део материјала нашао се на Миљковићевом дебитантском албуму, који је почео солу каријеру након распуштања бенда. На фестивалу МЕСАМ освојио је три награде.

### Соло каријера
Након расформирања бенда Радост Европе, Миљковић је сам себи дао надимак Тони Монтанo, по главном актеру из филма Лице са ожиљком. Први албум под именом Тони Монтанo избацио је 1986. године, а албум је продуцирао Борут Чинч, члан бенда Булдожер. На албуму се нашла песме Време је да скинем мрак, што је обрада песме Секс пистолса Friggin' in the Riggin и Боли ме зуб (My Tooth Aches), која је пре него што се нашла на албуму извођена са бендом Радост Европе. На албуму се такође нашла обрада песме Драгана Стојнића, Балада о Бони и Клајд, као и обрада песме Do You Wanna Dance? Бобија Фримена. На почетку каријере, чланови бенда који је пратио Тонија Монтана такође су изабрали псеудониме познатих гангстера: Еди Салваторе (гитариста), Манзанера (бубњар), Пјетро Маноло (бас гитариста), Серђо Манини (гитара), а сви они су били чланови бенда Rock Street.
Наредни албум Тонија Монтане Талични Том је мртав издат је 1987. године и био је сличног жанра као претходни, а 1988. године издао је уживо албум Ми смо из Београда, који није добио позитивне критике. У то време Тони Монтано и сплитски бенд Ђаволи организовали су турнеју по СФРЈ.
Албум Ловац на новац објављен је 1991. године и садржао је обраду песме Звиждук у осам Ђорђа Марјановића, песме Ми смо шампиони и Одлазиш 1984—1990, посвећену члановима Прљавог казалишта. На вокалима су били чланови бенда Вампири.
Године 1993. Тони Монтано је наступио је у позоришном комаду Било једном у Београду, а наредне године објавио је истоимени албум. Албум Најбоље од најбољег 1991—1995 објављен је 1995. године. На песми Ми смо срећна породица гостовао је Неле Карајлић, на вокалу. Албум Моја жена фудбал не воли! (Зашто?), снимљен је 1997. године, а 1999. године објавио је компилацијски албум Хајде, слушај овај ЦД , где су се нашле обраде песме Елвиса Ј. Куртовића. Истовремено је објавио и студијски албум Срећан рођендан, а гости на њему били су Ненад Стаматовић и Соња Митровић Хани. На албуму Срећан рођендан нашла се обрада песме Широке улице, бенда Прљавог казалишта.
Након неколико година паузе, 2006. године издао је компилације Blue Eyes - Best of Tonny Montano, а 2007. године Лепшој од најлепше. Обе компилације изашле су под окриљем Сити рекордса.
Компилација Истининта љубавна прича—Јубилеј:25 година музичког рада 1986—2011 изашла је 2012. године под окриљем ПГП РТС-а. Након објављивања компилацијског албума, Тони Монтано је окупио групу београдских музичара, како би формирао турнеју за повратак. У саставу су се нашли Еди Салваторе (ритам гитара), Сантос Трафиканте (водећа гитара), Вићенцо де Мора (бас гитара) и Емилио Хорхас (бубњеви). Монтано и бенд су први пут наступали на Београдском фестивалу пива, 14. августа 2012. године.
Појавио се у српским филмовима Давитељ против давитеља (1984) и Брод плови за Шангај (1991).
Године 2000. српска певачица Викторија обрадила је песму Тонија Монтане Сви се сада њишу и објавила је на уживо албуму Носталгија.
Након дуге паузе у музици, у новембру 2019. године објавио је компилацијски албум под називом Нећу да будем шљам у издању ТИОЛИ рекордса. На албуму се налази седамнаест песама, неке су у више верзија, старе и три нове песме.
Преминуо је 22. маја 2024. године у Београду, а сахрањен 25. маја у Бојнику.

## Дискографија

### Студијски албуми
- Тони Монтано (1986)
- Талични Том је мртав (1987)
- Ловац на новац (1991)
- Било једном у Београду (1994)
- Најбоље од најбољег 1991 - 1995. (1995)
- Моја жена фудбал не воли! (Зашто?) (1997)
- Срећан рођендан (1999)

### Уживо албуми
- Уживо - Ми смо из Београда (1988)

### Компилације
- Најбоље од најбољег 1991—1995 (1995)
- Најбоље од најбољег (1986—1991) (1995)
- Хајде, слушај овај ЦД (1999)
- (2006)
- Лепшој од најлепше! (2007)
- Истинита љубавна прича - Јубилеј: 25 година музичког рада 1986-2011 (2012)
- Нећу да будем шљам (2019)

### Синглови
- Перач прозора/Фригидна (1986)
- Талични Том је мртав/Банане (1987)
- Да бог да црк'о рокенрол (1998)
- Нећу да будем шљам (2012)